# Вітебський район
Ві́тебський райо́н (біл. Віцебскі раён) — адміністративна одиниця на сході Вітебської області, Республіки Білорусь.

## Географія
Територія району становить 2800 км² (8-е місце серед районів республіки). Район межує із Ліозненським, Сєнненським, Бешенковицьким, Шумілінським та Городоцьким районами Вітебської області, Білорусі; Велізьким та Руднянським районами Смоленської області, Російської Федерації.
Річкова система відноситься до Західно-Двінського та Верхньодніпровського гідрологічних районів. Основні річки — Західна Двіна та її притоки Усв'яча, Каспля та Лучоса.
На території району розташовано близько 30 озер, найбільші із них — Заронове (3,61 км²), Вимно (2,1 км²), Яновицьке (1,46 км²), Сосна (1,1 км²), Городно (0,87 км²), Скридлеве (0,76 км²), Княжне (0,66 км²), Каставе (0,65 км²), Островіте (0,38 км²), Добрине (0,37 км²), Шевіне (0,37 км²) та ін.

## Історія
Землі району до 1924 року належали до Вітебського повіту. Район був утворений 17 липня 1924 року. До 26 липня 1930 перебував у складі Вітебської округи БРСР. Після її ліквідації, перейшов у пряме підпорядкування БРСР. 15 лютого 1931 року район був ліквідований, частина сільських рад залишилася в підпорядкуванні Вітебської міськради, а решта була передана в сусідні райони. У 1933 році район був відновлений. Починаючи з 15 січня 1938 року входить до складу утвореної Вітебської області. Його остаточні межі склалися у 1966 році.

## Адміністративний поділ
На території району знаходяться 2 селищних — Суразька, Яновицька та 13 сільських Рад:
- Бабиницька
- Вимнянська
- Воронівська
- Задубровська
- Заронівська
- Запільська
- Куринська
- Летчанська
- Мазоловська
- Новкинська
- Октябрська
- Туловська
- Шапечинська

Скасовані сільські ради на території Вітебського району:
- Замостоцька